# Anton Kohl (Politiker, 1867)
Anton Kohl (* 11. Oktober 1867 in Jungbunzlau, heutiges Mladá Boleslav; † 27. Jänner 1934 in Wien) war ein österreichischer Kommunalpolitiker der Sozialdemokratischen Arbeiterpartei Österreichs (SDAP).

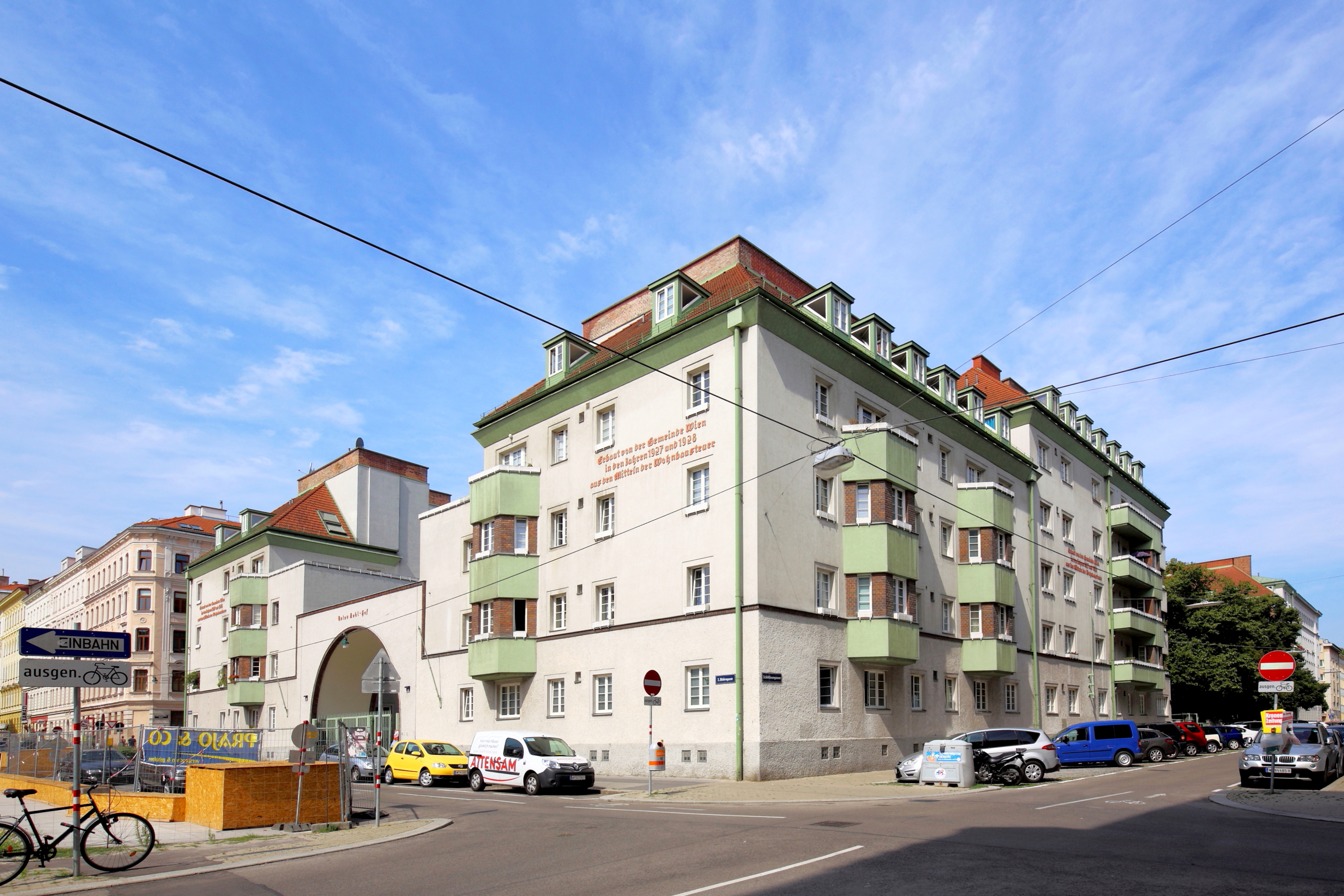
Der nach Kohl benannte Gemeindebau in Wien 3, Rüdengasse 8–10

Kohl war ein Werkzeugschlosser und hatte das Amt des Bezirksobmanns der Vereinigten Arbeiterbewegung in Wien 3 inne. Er war Mitbegründer und Vorstandsmitglied des Metallarbeiterverbands und der Konsumgenossenschaft. Kohl war von 1919 bis 1934 Mitglied des Wiener Gemeinderates und von 1919 bis 1920 Abgeordneter des Landtages von Niederösterreich sowie nach der „Abspaltung“ Wiens von Niederösterreich von 1920 bis 1934 Abgeordneter des Wiener Landtages.
Ein von der Gemeinde Wien in den Jahren 1927/28 auf dem ehemaligen Gelände des Rüdenhofes (Rüdengasse 8–10) errichteter Gemeindebau mit rund 180 Wohneinheiten wurde 1949 zu Ehren Kohl als Anton-Kohl-Hof benannt. Dort ist auch eine Gedenktafel in Erinnerung an ihn angebracht.